# 2009 în literatură
- 2008 în literatură — 2009 în literatură — 2010 în literatură

2009 în literatură implică o serie de evenimente:

## Celebrări
- 12 iulie: 100 de ani de la nașterea lui Constantin Noica
- 26 noiembrie: 100 de ani de la nașterea lui Eugen Ionescu

## Lansări

### Ficțiune
- Margaret Atwood – The Year of the Flood
- T. C. Boyle – The Women
- Kathryn Stockett – The Help
- Dan Brown – The Lost Symbol
- E. L. Doctorow – Homer & Langley
- Dave Eggers – The Wild Things
- Glen David Gold – Sunnyside
- Lauren Groff – Delicate Edible Birds
- Terrence E. Holt – In the Valley of the Kings
- John Irving – Last Night in Twisted River
- Denis Johnson – Nobody Move
- Daniel Kehlmann – Fame
- Barbara Kingsolver – The Lacuna: A Novel
- Stieg Larsson – The Girl Who Played With Fire
- Jonathan Lethem – Chronic City
- Lorrie Moore – A Gate at the Stairs
- Alice Munro – Too Much Happiness
- Vladimir Nabokov – The Original of Laura
- Joyce Carol Oates – Dear Husband
- Joyce Carol Oates – Little Bird of Heaven
- Chuck Palahniuk – Pygmy
- Lyudmila Petrushevskaya – There Once Lived a Woman Who Tried to Kill Her Neighbor's Baby
- Thomas Pynchon – Inherent Vice
- Philip Roth – The Humbling
- Richard Russo – That Old Cape Magic
- Raphael Selbourne – Beauty
- Nicholas Sparks – The Last Song
- Wells Tower – Everything Ravaged, Everything Burned
- John Wray – Lowboy
- Doina Ruști  – Lizoanca la 11 ani

### Science Fiction & Fantasy
- James Patterson – MAX: A Maximum Ride Novel
- Jim Butcher – Turn Coat
- James Patterson – Daniel X: Watch the Skies
- Michael E. Marks – Dominant Species (roman)
- Eoin Colfer – And Another Thing...
- J.C. Hutchins – 7th Son, Book One: Descent
- Robert Jordan și Brandon Sanderson – The Gathering Storm (Wheel of Time volume 12)
- Michael Crichton – Pirate Latitudes

## Premii literare
- Medalia Premiului NobelPremiul Nobel pentru Literatură (8 octombrie) — Herta Müller

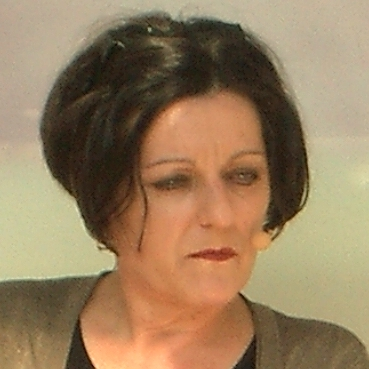
Herta Müller

### Premiile Uniunii Scriitorilor
Premiile Uniunii Scriitorilor pe 2008 și acordate în 2009.
- Proză: Doina Ruști, ‘’Fantoma din moară

## Decese
- 1 ianuarie - Johannes Mario Simmel
- 2 ianuarie - Inger Christensen
- 4 ianuarie - Gert Jonke
- 15 ianuarie - Maurice Chappaz
- 16 ianuarie - John Mortimer
- 17 ianuarie - Elisabeth Alexander
- 18 ianuarie- Grigore Vieru
- 27 ianuarie - Christian Enzensberger
- 27 ianuarie - John Updike
- 29 ianuarie - Adalbert Seipolt
- 2 februarie- Comnstantin Ciopraga
- 13 martie - James Purdy
- 19 martie - Gertrud Fussenegger
- 24 martie - Heinz von Cramer
- 13 aprilie - Stefan Brecht
- 14 aprilie - Maurice Druon
- 19 aprilie - James Graham Ballard
- 2 mai - Marilyn French
- 17 mai - Mario Benedetti
- 18 mai - Paul Parin
- 24 iunie- Matei Călinescu
- 26 iunie- Ștefan Fay
- 3 iulie - Jorge Enrique Adoum
- 6 iulie - Vasili Aksionov
- 17 iulie - Leszek Kołakowski
- 19 iulie - Frank McCourt
- 2 august - Adolf Endler
- 17 august - Robert Feldhoff
- 18 august - Hugo Loetscher
- 18 august - Nezihe Meriç
- 23 august - John Vermeulen
- 27 august - Serghei Mihailovici Mihalkov
- 11 septembrie - Jim Carroll
- 22 septembrie - Kole Čašule
- 28 septembrie - José Antonio Muñoz Rojas
- 30 septembrie - Rafael Arozarena
- 1 octombrie - Otar Tschiladse
- 3 octombrie - Gert Mattenklott
- 6 octombrie - Raymond Federman
- 9 octombrie - Jacques Chessex
- 3 noiembrie - Francisco Ayala
- 30 noiembrie- Milorad Pavić